# Дайнсте
Дайнсте (нем. Deinste) — община в Германии, в земле Нижняя Саксония.
Входит в состав района Штаде. Подчиняется управлению Фреденбек. Население составляет 2134 человека (на 31 декабря 2010 года). Занимает площадь 27,25 км².
Коммуна подразделяется на 2 сельских округа.

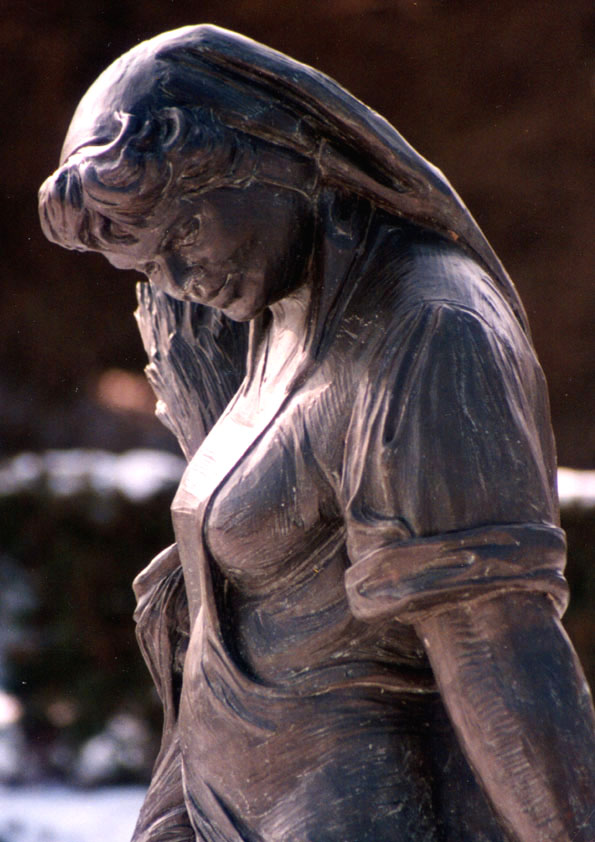
Крестьянка, бронза, Карстен Эггерс